# اولگا کاراسیووا
اولگا کاراسیووا (انگلیسی: Olga Karasyova؛ زادهٔ ۲۴ ژوئیهٔ ۱۹۴۹) ژیمناست هنری اهل شوروی بود.